# Ønskeskyen
Ønskeskyen er en dansk digital platform fra 2015, der fungerer som både app og hjemmeside og giver brugere mulighed for at oprette og dele ønskelister online. Platformen kombinerer elementer fra sociale medier og e-handel, hvor brugere kan interagere med hinandens ønskelister.
Ønskeskyen bruges i Danmark af ca. 3 mio. danskere..

## Historie
Ønskeskyen blev lanceret i 2015 af det danske postvæsen PostNord i samarbejde med reklamebureauet Hjaltelin Stahl som et initiativ til at øge e-handel og dermed pakkeforsendelser.
I 2020 blev Ønskeskyen opkøbt af Casper Ravn-Sørensen og Mads Dahlerup gennem deres fælles selskab Dotcom Capital.
I 2023 blev en ny version af appen relanceret med et fokus på international vækst, og appen blev tilgængelig internationalt under navnet GoWish. Ved udgangen af 2023 var Ønskeskyen downloadet i mere end 200 lande.
I december 2024 trådte den britiske kapitalforvalter Capital D ind som medejer.